# Hotnja
Hotnja – wieś w Chorwacji, w żupanii zagrzebskiej, w gminie Pokupsko. W 2011 roku liczyła 236 mieszkańców.